# Слівілешть (комуна)
Слівілешть, Слівілешті (рум. Slivilești) — комуна у повіті Горж в Румунії. До складу комуни входять такі села (дані про населення за 2002 рік):
- Кожменешть (478 осіб)
- Мікулешть (598 осіб)
- Слівілешть (682 особи)
- Стримту (592 особи)
- Сура (500 осіб)
- Техомір (457 осіб)
- Штіукань (176 осіб)
- Шіаку (371 особа)

Комуна розташована на відстані 237 км на захід від Бухареста, 30 км на південь від Тиргу-Жіу, 73 км на північний захід від Крайови.

## Населення
За даними перепису населення 2002 року у комуні проживали 3854 особи, усі — румуни. Усі жителі комуни рідною мовою назвали румунську.
Склад населення комуни за віросповіданням:
| Релігія       | Кількість осіб | Відсоток |
| ------------- | -------------- | -------- |
| православні   | 3801           | 98,6%    |
| баптисти      | 28             | 0,7%     |
| бретрени      | 19             | 0,5%     |
| п'ятдесятники | 2              | 0,1%     |
| лютерани      | 2              | 0,1%     |
| адвентисти    | 1              | < 0,1%   |
| атеїсти       | 1              | < 0,1%   |